# Fabriciano Sigampa
Fabriciano Sigampa (ur. 15 września 1936 w Vichigasta, zm. 31 marca 2021 w La Rioji) – argentyński duchowny rzymskokatolicki, w latach 2006-2013 arcybiskup Resistencia.

## Życiorys
Święcenia kapłańskie przyjął 12 grudnia 1970 i został inkardynowany do diecezji La Rioja. Przez kilka lat pracował duszpastersko w Aimogasta i Anillaco. W 1977 został sekretarzem w kancelarii kurialnej, zaś w 1980 objął funkcję wikariusza generalnego diecezji.
9 marca 1985 został prekonizowany biskupem Reconquista. Sakrę biskupią otrzymał 3 maja 1985. 30 grudnia 1992 został mianowany biskupem La Rioja (urząd objął 25 marca 1993), a 17 listopada 2005 arcybiskupem Resistencia (ingres odbył się 22 lutego 2006). 21 lutego 2013 przeszedł na emeryturę.